# Лагкуевы
Лагку́евы (осет. Лагкутæ) — осетинская фамилия.

## Антропонимика
По одному из преданий, фамилия Лагкуевых получила своё название от далёкого предка по имени Лæг «мужчина». В родословной сообщается, что имя Лаг впервые упоминается в знаменитом памятнике осетинской письменности — Зеленчукской надписи X века.

## Происхождение
Приблизительно в 1730-40 гг. в селении Стур-Дигора, где проживали западные аланы, появилась бежавшая из родных мест молодая женщина с мальчиком. Местные жители приютили их, помогали чем могли. По прошествии времени мальчик возмужал и женился. У него родилось 3 сына — Лагку, Тускъа и Дзансол, от которых впоследствии произошли фамилии Лагкуевых, Тускаевых и Дзансоловых.
У Лагку было два сына: Гегки и Генардук. У Гегки было 7 сыновей: Сабан, Созо, Башил-Хаджи, Галау, Гауе, Налук, Дарико-Хаджи, а также дочь Гегкун.
По преданию, семь братьев Лагкуевых вместе с Бабочиевыми, Кертановыми, Тускаевыми и другими фамилиями переселились в сел. Магометановское (ныне Чикола). Там у семи братьев родились 17 сыновей, потомками которых являются современные Лагкуевы. Последние неразрывно связаны с историей Чиколы.
Когда началась Великая Отечественная война, почти все мужчины фамилии Лагкуевых ушли на фронт. Двадцать три из них не вернулись.

## Генеалогия
Родственными фамилиями (осет. æрвадæлтæ) Лагкуевых являются Тускаевы и Дзансоховы.
| Компания   | Антропоним        | Гаплогруппы  |
| ---------- | ----------------- | ------------ |
| Scientific | OSE-599 ― Лонкуев | R1a1a* (M17) |

## Известные люди
- Вячеслав Магометович Лагкуев (1942) — известный общественный деятель, руководитель движения «Наша Осетия».
- Магомет Катабинович Лагкуев (1951) — полковник медицинской службы, врач высшей категории.[4]
- Сергей Олегович Лагкути (1985) — украинский шоссейный и трековый велогонщик.
- Рамазан Омарович Лагкуев (1937) — много лет проработал заместителем председателя Правительства РСО-Алания.